# 耶律纯
耶律纯，辽朝学者，出自契丹耶律氏。
耶律纯善于星相之学。遼聖宗统和年间为翰林学士。统和二年（984年），奉诏出使高丽，送国书以议定地界。听说高丽国师精于星相，于是纳重币、设威仪求见，屡请不从，于是向高丽王（高丽成宗）求助，方得一见，国师亲授世所未闻的偏正垣七政论，及日月并明说等八篇和二百字真经二十五题，为此作《星命总括》三卷，书序于是同年八月十三日。原书已经佚失，存其端倪，清朝修《四库全书》时从《永乐大典》中辑出，开始通行。因为耶律纯在《辽史》《高丽史》里都没有记载，四库馆臣怀疑耶律纯的事迹是后人作书时伪托。